# Fazione dei Catalani
La Fazione dei Catalani, detta anche Fazione Catalana o Parzialità Catalana, fu un'alleanza di baroni siciliani, legati alla corona degli Aragonesi, che si contrappose alla fazione Latina e alle rivendicazioni degli Angioini sulla Sicilia, dopo la loro cacciata dall'isola a seguito dei Vespri siciliani.
Alla fazione catalana, legata ala nobiltà aragonese, appartennero gli Alagona di origine aragonese, i Moncada di origine catalana e maggiormente vicini alla corte di Barcellona, i Valguarnera, i Peralta, i De Luna d'Aragona. 
Altro esponente di spicco della fazione Catalana fu Matteo Sclafani il Rosso, seppur appartenente alla nobiltà latina della Sicilia, ma in grande inimicizia con Manfredi Chiaramonte.